# Prison 77
Pour plus de détails, voir Fiche technique et Distribution.
Prison 77 (Modelo 77) est un film espagnol réalisé par Alberto Rodríguez, sorti en 2022.

## Synopsis
En 1977, Manuel est un jeune comptable qui vient d'entrer dans la prison Model de Barcelone (Cárcel Modelo) alors que l'Espagne vit sa transition démocratique.

## Fiche technique
Sauf indication contraire, les informations mentionnées dans cette section peuvent être confirmées par la base de données cinématographiques IMDb,  présente dans la section « Liens externes ».
- Titre : Prison 77
- Titre original : Modelo 77
- Réalisation : Alberto Rodríguez
- Scénario : Rafael Cobos et Alberto Rodríguez
- Direction artistique : Pepe Domínguez del Olmo et Gigia Pellegrini
- Costumes : Fernando García
- Photographie : Alex Catalán
- Montage : José M. G. Moyano
- Musique : Julio de la Rosa
- Pays d'origine : Espagne
- Format : Couleurs - 2,39:1
- Genre : thriller
- Durée : 125 minutes
- Dates de sortie :
  - Espagne : 16 septembre 2022 (Festival international du film de Saint-Sébastien 2022), 23 septembre 2022 (sortie nationale)

## Distribution
- Miguel Herrán (VFB : Olivier Prémel) : Manuel
- Javier Gutiérrez Álvarez (VFB : Benoît Van Dorslaer) : José Pino
- Xavi Sáez (VFB : Philippe Allard) : Boni
- Jesús Carroza (es) (VFB : Michelangelo Marchese) : El Negro
- Fernando Tejero (es) (VFB : Philippe Résimont) : Marbella
- Javier Beltrán (VFB : Nicolas Matthys) : Arnau Solsona
- Catalina Sopelana (VFB : Marie Braam) : Lucía

## Distinctions

### Récompenses
- Goyas 2023 : 
  - Meilleure direction de production
  - Meilleure direction artistique
  - Meilleurs costumes
  - Meilleurs maquillages et coiffures
  - Meilleurs effets spéciaux

### Sélections
- Festival international du film de Saint-Sébastien 2022 : film d'ouverture (hors compétition)
- Reims Polar 2023 : sélection hors compétition

### Nominations
- Feroz 2023
  - Meilleur film dramatique
  - Meilleur acteur pour Miguel Herrán
  - Meilleur acteur dans un second rôle pour Jesús Carroza
  - Meilleure musique originale
  - Meilleure bande annonce
- Goyas 2023 :
  - Meilleur film
  - Meilleur réalisateur
  - Meilleur acteur pour Miguel Herrán et Javier Gutiérrez Álvarez
  - Meilleur acteur dans un second rôle pour Fernando Tejero et Jesús Carroza
  - Meilleur scénario original
  - Meilleur montage
  - Meilleure musique originale
  - Meilleure photographie
  - Meilleur son
- Platino 2023 :
  - Meilleure direction artistique
  - Meilleur montage